# Otevřená data

Schematické znázornění přispívání do otevřených dat

Otevřená data (anglicky open data) jsou informace a data zveřejněná na internetu, která jsou úplná, snadno dostupná, strojově čitelná, používající standardy s volně dostupnou specifikací, zpřístupněná za jasně definovaných podmínek užití dat s minimem omezení a dostupná uživatelům při vynaložení minima možných nákladů. Jedná se například o jízdní řády, příjmy států, rozpočty, databáze, seznam poskytovatelů sociálních služeb, kalendář ministra nebo měření čistoty ovzduší. Pocházejí z univerzit, nevládních organizací, soukromých firem nebo veřejné správy. 

## Definice
Otevřená data jsou data a údaje zveřejněná na Internetu, která jsou:
- úplná,
- snadno dostupná,
- strojově čitelná,
- používající standardy s volně dostupnou specifikací,
- zpřístupněna za jasně definovaných podmínek užití dat s minimem omezení,
- dostupná uživatelům při vynaložení minima možných nákladů.

### Požadavky na podmínky užití otevřených dat
- neomezují jejich uživatele ve způsobu použití dat,
- opravňují uživatele k jejich dalšímu šíření,
- musí být uveden autor dat (i při dalším šíření),
- při dalším šíření musí i ostatní uživatelé mít stejná oprávnění s daty nakládat - během šíření dat nesmí dojít např. k omezení jejich využití pouze pro nekomerční účely.

## Vymezení
Podle nejrozšířenější platné definice jsou otevřená data taková, která splňují následující podmínku: "data nebo datové sety, které jsou každému k dispozici svobodně k užívání, modifikaci a distribuci, a to bez jakéhokoliv autorskoprávního omezení" (výjimkou v tomto směru může být atribuce například v rámci licence Creative Commons. Otevřená data jsou interoperabilní; fungují tedy bez ohledu na použitou platformu, kde se s nimi pracuje.
Nejrozšířenějšími otevřenými daty jsou data textová, která jsou uspořádaná do tabulek a datových setů. Lze se však setkat velmi často i s jinými typy materiálů, jako jsou například mapy, genetické informace, chemické sloučeniny, matematické a vědecké vzorce, lékařská data, apod.

### Otevřenost
Zakladatel World Wide Webu Tim Berners-Lee sestavil pětistupňovou škálu otevřenosti dat. Tato škála porovnává data od nejuzavřenějších po nejotevřenější (a tedy nejpoužitelnější):
1. Data, která nejsou ve strojově čitelném formátu (např. PDF)
2. Data přístupná ve strojově čitelném formátu (např. XLS)
3. Data přístupná ve formátu se svobodnou specifikací nebo která jsou jednoduše čitelná (např. CSV)
4. Data, která kromě svobodné specifikace a jednoduché čitelnosti mají také vlastní URL adresu.
5. Data, která jsou kromě svobodné specifikace, jednoduché čitelnosti a vlastní URL adresy i systematicky propojená.

Jsou-li data zveřejňována daným nejsvobodnějším způsobem, lze mluvit o tzv. propojitelných datech (anglicky linked data), která lze používat například v různých aplikacích. Data tak přicházejí například v reálném čase nebo v jednotném formátu, který je možné využít v řadě různých aplikací (např. mobilních).

## Zdroje
Otevřená data mohou pocházet z různých zdrojů:
- Od jednotlivců, kteří spolupracují na jednom velkém projektu, který se drží přesných specifikací.
- Od organizací státní správy nebo neziskových organizací, která data vytvářejí v rámci svých aktivit.
- Od firem, které považují za efektivnější data zveřejnit než omezovat jejich užití prostřednictvím technologických překážek a licenční politiky.

### Jednotlivci
V rámci kolaborativních projektů často vznikají rozsáhlé databáze dat, která jsou k dispozici většinou pod nějakou ze svobodných licencí, jako je například Creative Commons. Svobodná licenční politika umožňuje, aby do databáze přispíval neomezený počet dobrovolníků a tím se datové sady neustále rozšiřují. Příkladem může být projekt nadace Wikimedia Foundation (Wikidata).

### Veřejná správa

Otevřená data státní správy ve Francii podle regionů. Zeleně zobrazené oblasti veškerá data poskytují veřejnosti, modře vyznačené jen částečně.

Zpřístupňování dat veřejné správy je dvojsečnou zbraní. Přestože se lze domnívat, že zveřejnění materiálů institucí veřejné správy je zcela jistě přínosné pro zvýšení transparentnosti často problematického sektoru, rizikem může být využití dat soukromým sektorem a případný únik příjmů státnímu subjektu, který ztratí výhradní práva používat vlastní data. Soukromý sektor tak může do jisté míry převzít roli sektoru státního; což vede poté ke snížení nákladů státní správy na provoz daných služeb, na druhou stranu se ale vytváří riziko nedostatečné kvality a chybějící odpovědnosti za aplikace a nástroje, které připraví veřejný sektor.
Vzhledem k tomu, že data, která vytváří veřejná správa vznikají víceméně z prostředků daňových poplatníků, existuje rozšířený názor, že mají být tato data právě proto veřejně dostupná a zproštěná autorskoprávní ochrany. To, a další skutečnosti pak vede k tomu, že řada národních i regionálních vlád v průběhu druhé dekády 21. století začala věnovat pozornost možnosti otevírat data. Hlavním důvodem je však úspora a možnost outsourcingu jejich zpracování buď veřejností, nebo trhem.
Různé národní vlády a regionální organizace iniciovaly vznik portálů, kde nabízejí vlastní otevřená data k volnému stažení. Vlastní národní portál na otevřená data mají jak vlády Spojených států, Velké Británie, tak i například také Evropská komise. V Česku otevřená data poskytuje například Ministerstvo vnitra (a provozuje národní katalog), Česká obchodní inspekce, Ministerstvo financí, Institut plánování a rozvoje, Kraj Vysočina, město Děčín, nebo Hlavní město Praha.

### Soukromá sféra
Řada společností pracuje s otevřenými daty, nebo otevřeně výsledky své práce zveřejňuje a šíří. Činí tak z důvodu získat potřebnou kontrolu a zpětnou vazbu; každý, kdo si může data zobrazit a osobně zkontrolovat, také může odhalit chyby, které by mohly mít pro komerční subjekty nedozírné následky.
Při spolupráci s veřejnou správou slouží otevřená data různých firem také ke společenské kontrole, neboť jednotlivci si mohou snadno ověřit, jestli dané subjekty splňují vládní nařízení a regulace, či nikoliv. Příkladem je společnost Walmart, která zveřejnila řadu klíčových informací o svých továrnách ve snaze zvýšit transparentnost v kontrolním procesu.

## Česká republika

### Legislativa ČR
Otevřená data v ČR vychází ze Směrnice Evropského parlamentu a Rady 2003/98/ES ze dne 17. listopadu 2003 o opakovaném použití informací veřejného sektoru ve znění Směrnice Evropského parlamentu a Rady 2013/37/EU ze dne 26. června 2013. Evropská směrnice je do české legislativy implementována zákonem 106/1999 Sb. o svobodném přístupu k informacím. Podrobnější rámec pro otevřená data má od 1.1.2017 poskytnout novela zákona č. 106/1999 Sb., o svobodném přístupu k informacím.

### Data veřejné správy
Seznam otevřených dat v ČR je v takzvaném Národním katalogu otevřených dat (NKOD), který provozuje Ministerstvo vnitra od června 2018 na nové adrese. Metodický rámec a standardy publikování otevřených dat stanoví Ministerstvo vnitra na portálu opendata.gov.cz.